# Kelly-West-Krater
Koordinaten: 19° 56′ 0″ S, 133° 57′ 0″ O
Kelly West ist ein tief erodierter Einschlagkrater mitten im Northern Territory Australiens. Er wurde bei einer amtlichen geologischen Kartierung entdeckt und 1973 bekannt gegeben. Eine Vielzahl von Strahlenkegeln beweist den Impakt. Ein 2 km großer kreisförmiger Hügel aus Quarzit wird als Zentralberg des komplexen Kraters gedeutet. Untersuchungen aus dem Jahr 2006 belegen einen ursprünglichen Kraterdurchmesser von 6,6 km. Der Einschlag erfolgte vor über 550 Millionen Jahren.